# EVERY (星村麻衣の曲)
「EVERY」（エヴリ）は、星村麻衣の楽曲。彼女の7枚目のシングル。2005年5月25日にソニー・ミュージックアソシエイテッドレコーズより発売された。

## 解説
2005年第2弾シングル。前作「Melodea」に引き続き、Mai Hoshimura名義でリリースされた。CDリリースから2週間後の2005年6月8日にはアナログ盤もリリースされている。
タイトル曲は、通算4曲目となるテレビドラマ主題歌となった。

## 収録曲
1. EVERY [4:19]
作詞/作曲：Mai Hoshimura 編曲：absolute 3
CX系テレビドラマ『離婚弁護士II〜ハンサムウーマン〜』主題歌。
2. Summer of Love [5:22]
作詞/作曲：Mai Hoshimura 編曲：Takeshi Nakatsuka
3. EVERY (Instrumental) [4:20]

## 楽曲の収録アルバム
- Joyful (#1, #2)
- PIANO&BEST (#1)